# Sozialwirksame Schule
Sozialwirksame Schule ist ein systemisches Schulkonzept, das die Schulkultur und das Sozialklima an einer Schule zu verbessern versucht. Autor des Konzeptes ist der Münchner Schulpsychologe Werner H. Hopf.

## Bereiche des Schulkonzepts
1. Systemische Schulentwicklung[2]
2. Autoritative Erziehung
3. Soziales Lernen
4. Kritische Medienerziehung[4]
5. Gewaltprävention und -intervention[5]

## Konzeptaufbau
Das Konzept umfasst auf drei Ebenen einen Rahmen, der von der jeweiligen Schule mit weiteren Elementen ergänzt werden kann. Die Kernstruktur des Konzepts bleibt jedoch bestehen. Die Wirksamkeit des Konzepts in Richtung einer Zunahme von Prosozialität und Empathie sowie einer Abnahme von Aggressionsbereitschaft kann beispielsweise mit dem FEPAA überprüft werden.
| Schulebene | Klassenebene                                                                                              | Individualebene                                                             |
| --- | --- | --------------------------------------------------------------------------- |
| - Pädagogisches Konzept: Autoritative Erziehung - Werte, Regeln, Konsequenzen - Kooperation mit Eltern und Institutionen - Schulversammlungen, Schülerforum, Schulprojekte | - Soziales Lernen - kooperatives und selbstbestimmtes Lernen - kritische Medienerziehung - Musikpädagogik | - Individuelle Förderung - Einzelfallberatung - Lerncoaching - Intervention |

## Ziele des Schulkonzepts
1. Entwicklung der Schulkultur
2. Entwicklung der Persönlichkeit
3. Entwicklung der Lernkultur
4. Prävention und Intervention in Bezug auf Aggressivität und Gewalttätigkeit[1]

## Sozialwirksame Schulen
Schulen in Bayern:
- Mittelschule Wasserburg[6][9]
- Franziska-Lechner-Mittelschule Edling
- Mittelschule Erding
- Mittelschule Garching[7]
- Max-Fellermeier-Schule Neuötting
- Grundschule an der Lessingstraße Ingolstadt[10]
- Max-Joseph-Grund-/Mittelschule Großkarolinenfeld
- Sir-William-Herschel-Mittelschule Ingolstadt
- Grundschule an der Ammer (Weilheim)
- Grundschule Kottern/Eich (Kempten)[11]
- Grundschule Lindenberg (Kempten)
- Grundschule Nord (Kempten)[12]
- Grundschule Niedernberg
- Gymnasium Eschenbach i.d.OPf.
- Grundschule Eggstätt[13]
- Ruperti Grund- und Mittelschule Laufen-Leobendorf (Berchtesgadener Land)[14]

Schulen in München:
- Grundschule Astrid-Lindgren-Straße (München)[15]
- Grundschule Hanselmannstraße (München)
- Mittelschule an der Bernaysstraße (München)
- Grundschule Strehleranger (München)
- Grundschule Ittlingerstraße (München)
- Grundschule an der Grafinger Straße, München
- Grundschule Keilberthstraße München
- Farinelli-Schule (München)
- Grundschule Implerstraße[16]
- Grundschule an der Helmholtzstraße[17]
- Grundschule Weißenseestraße

Schulen in Baden-Württemberg:
- GHWRS Rosensteinschule (Stuttgart)
- Gemeinschaftsschule Lauda-Königshofen
- GS Taläcker (Künzelsau)
- Birkenbachschule Kirchardt
- Staufenbergschule Heilbronn-Sontheim
- GS Eichbergschule-Leinfelden-Echterdingen
- Glück-auf-Werkrealschule Bad Friedrichshall
- Gemeinschaftsschule Fritz-Ulrich-Schule Heilbronn
- Elly-Heuss-Knapp-Gemeinschaftsschule Heilbronn
- Gemeinschaftsschule Theodor Heuss Brackenheim
- Horneckschule Gundelsheim
- Selma-Rosenfeld-Realschule Eppingen
- Grundschule Untereisesheim
- GS Heilbronn-Biberach

Schulen in Nordrhein-Westfalen:
- St.-Michael-Gymnasium Monschau
- Anne-Frank-Gesamtschule Rheinkamp

Schulen in der Schweiz:
- Primarschule Steinmürli, Dietikon/Zürich
- Primarschule Rütihof, Zürich